# Erebia depuncta
Erebia depuncta är en fjärilsart som beskrevs av Weber 1926. Erebia depuncta ingår i släktet Erebia och familjen praktfjärilar. Inga underarter finns listade i Catalogue of Life.